# Matthijs van Miltenburg
Matthijs van Miltenburg (ur. 2 kwietnia 1972 w Rosmalen) – holenderski polityk i urzędnik administracji publicznej, poseł do Parlamentu Europejskiego VIII kadencji.

## Życiorys
Ukończył studia pierwszego stopnia z zakresu prawa i drugiego stopnia z zakresu nauk politycznych na Uniwersytecie w Tilburgu. Pracował m.in. jako doradca polityczny i konsultant ds. funduszy europejskich. Później zatrudniony w administracji Brabancji Północnej, gdzie został kierownikiem projektów inwestycji zagranicznych w agencji rozwoju prowincji. Uzyskał również mandat radnego miejskiego w ’s-Hertogenbosch.
W 2014 z ramienia Demokratów 66 został wybrany do Europarlamentu VIII kadencji.